# بلدة يونين (لبنان)
يونين هي قرية لبنانية تقع في محافظة بعلبك الهرمل. وتبعد حوالي 103 كيلومترات شرق بيروت و18 كيلومترًا شمال شرق مركز محافظة بعلبك. يمكن الوصول إليها عبر طريق بعلبك-حمص الدولية، وتبلغ مساحتها حوالي 140 فداناً عدا البساتين المنتشرة حول القرية. كما ترتفع عن سطح البحر 1215 متراً ويغطي نطاقها الإداري مساحة 7.759 هكتار. بلغ عدد سكانها المؤهلين للانتخاب حوالي 6.557، وسكانها من المسلمين الشيعة.

## أصل السكان
يعود الأصل التاريخي للسكان إلى شبه الجزيرة العربية والقبائل التي هاجرت من هناك وسكنت في جبل لبنان ومن ثم وبفعل الحروب، انتقل إليها العديد من العائلات التي لا يزال لها جذور في بعض قرى جبل لبنان.[بحاجة لمصدر]

## الموقع الأثري والسياحي
تتمتع بلدة يونين بموقع أثري وسياحي هام نظراً لموقعها في حضن الجبل الشرقي، حيث يمتد السهل أمامها فتقرأ فيه كل حركة وسكنة ولون، ونظراً إلى كثرة الينابيع فيه (حيث يقال إن أحد ينابيع نهر العاصي يتفجر من يونين) ولوجود خمس طواحين كانت تعمل بواسطة ضغط المياه قبل وصول الكهرباء والتكنولوجيا إلى البلدة 1969 حيث كان يؤمها كل سكان القرى المجاورة لطحن غلالهم فيها، يذكر ان اثنين من الطواحين الخمسة ما زالت تعمل حتى اليوم وبالطريقة القديمة ذاتها. كما يوجد في مدخل القرية «ناعورة» تعمل أيضاً بواسطة ضغط المياه، ويتم بواسطتها استخراج المياه من بئر مجاورة لا يتجاوز عمقه الـ10 أمتار وتختلف هذه الناعورة عن نواعير حماه الشهيرة وهي متوقفة عن العمل، وبذلك يغيب منظر ربما كان من أجمل المناظر الموجودة في لبنان وهناك في جنوب القرية مزار ديني يسمى «النبي سليمان» ويقع في منطقة مرتفعة حيث ينبع من داخله نبع ماء صغير لا يجف صيفاً ولا تزداد مياهه شتاءً، ويقصده العديد من الزائرين بالإضافة إلى وجود عدد كبير من المغاور الأثرية من عصور قديمة لم يجرِ عليها الكشف حتى الآن، أهمها: مغارة الحصن - جبعا - قلعة فارس- وقلعة الشوف.

## الوضع الإداري
تقسم البلدة إدارياً إلى أربعة أحياء في التقسيم الإداري الجديد على رأس كل حي مختار يقوم بأعماله الإدارية التي تخص المواطنين، كما يوجد فيها مجلس بلدي، من 18 عضو.

## الأحوال المعيشية
يعيش حوالي 90% من سكان البلدة على الزراعة والإنتاج الزراعي بالدرجة الأولى حيث لم يعد يلاقي إقبالاً وتشجيعاً بالشكل المطلوب لبلدة مثل يونين التي تترامى مساحات اراضيها الواسعة يميناً وشمالاً دون أي فائدة تذكر، وتقدر مساحة الأراضي الصالحة للزراعة بعشرات الآلاف من الدونمات، وأهم المزروعات الحبوب على أنواعها وخاصة القمح والشعير والحمص والعدس، أما البساتين فمزروعة بالأشجار المثمرة كالمشمش والكرز والتين والعنب والخوخ بالإضافة إلى بعض المزروعات الصيفية، وظهرت في الآونة الأخيرة زراعة التبغ والبطاطا إلى طرق الري الحديثة وتخضع مسألة تصريف الإنتاج لعملية العرض والطلب ويكون المزارع في كثير من الأحيان ضحية عدم تصريف إنتاجه أو تصريفه بسعر زهيد لا يكفي للحرث والقطاف والري.
نذكّر في هذا المجال بضرورة إنشاء معمل «كونسروة» حديث في منطقة البقاع الشمالي بحيث يستوعب كل منتوجات المنطقة مهما بلغت، وبذلك يساعد المزارع ويستفيد الاقتصاد الوطني.
كما ويعيش عدد من السكان على تربية الماشية، وقسم آخر يعمل في بعض الصناعات الخفيفة وبعض الحرف اليدوية (مطرزات- أواني قش- بسط) وهذه الحرف كانت منتشرة بشكل واسع في القرية، وهي اليوم في طريقها إلى الزوال، أما القسم الباقي فيعيش من المحال التجارية أو من الوظائف الحكومية.

## الثروة المائية
تعتبر يونين بلدة الينابيع، وتمتاز بغزارة المياه، وهي من أكثر قرى منطقة البقاع الشمالي غنى بالثروة المائية، ويكاد لا يوجد منزل إلا وفيه جدول ماء صغير يمرّ في صحن داره، خصوصاً تلك البيوت القريبة من رأس العين (اليونيني) فموقع القرية على طرف خط تقسيم المياه اعطاها ميزة هامة هي كثرة الينابيع الدائمة والموسمية على حد سواء بالإضافة إلى الآبار الارتوازية العديدة، ويقطع القرية نهر كبير يسمى «نهر يونين» يتناول مياهه من نبع رأس العين (اليونيني) ويجري في واد قليل العمق متجهاً نحو الشمال ليروي اراضي وبساتين القرية، وهناك نهر صغير آخر لكنه أقل أهمية من النهر الأول حيث ينبع من المنحدرات الشمالية من نبع يسمى «عين السمعية» ويروي القسم الباقي من الأراضي بالإضافة إلى عدة ينابيع موسمية صغيرة حيث لا تعطى الأهمية اللازمة.

## الوضع التعليمي
وتجمع كل المصادر والأبحاث التي كتبت عن بلدة يونين بأنها حاضرة علم وأدب وثقافة وفقه وتشريع ديني في القرون الماضية حتى ان من يريد التحدث عن تاريخ بعلبك أو تاريخ المنطقة بشكل عام لا بدّ وأن يتوقف وقفة طويلة عند بلدة يونين ليتذكّر ما كان لها من الباع الطويل في مجال العلم والتفقه والتشريع والأدب، وذلك حتى بدايات هذا القرن، ولا زالت تلمع أسماء بعض الأشخاص اليونيين الذين أعطوا المكاتب العربية زاداً لا يمكن الاستغناء عنه إطلاقاً، ولو عدنا إلى الماضي لتعرّفنا إلى عدد كبير من العلماء والمجتهدين من عائلة زغيب فنجد على سبيل الذكر لا الحصر، القطب الفقيه محمد بن أحمد اليونيني، وتطالعنا القرون السابع والثامن والتاسع للهجرة بأسماء من اليونيين منهم الشيخ عبد الله اليونيني (الذي تعود له تسمية تلة الشيخ عبد الله في بعلبك -ثكنة عسكرية) والشيخ موسى زغيب والشيخ محمد عبد الله والشيخ محمد عبد القادر زغيب، ومما يدل على ان يونين كانت حاضرة علم وأدب بافتتاح الشيخ حسين زغيب (1815-1877) وهو جد الأسرة العلمية التي نشأت في بلدة يونين خلال القرن التاسع عشر وامتدت إلى أوائل القرن العشرين والذي لقب بشمس العرافين، افتتاحه مدرسة دينية خرجت العديد من العلماء من آل محفوظ والعميري وزغيب، وقد أصبحت المدرسة من أطلال الماضي، وفي بداية هذا القرن عيّن الشيخ علي التقي زغيب (1867-19337) أول مفتي رسمي لبلاد بعلبك، وقد أرّخ الشاعر يوسف المعلوف في ذكرى تعيين الشيخ علي مفتياً حسين قال:
لعلمي في بعلبك مقام في نفوس الملا يظل علياً
ما تولى الافتاء أرض الا عاد هذا الافتاء علياً نقياً